# Rip Torn
Elmore Rual (Rip) Torn (Temple (Texas), 6 februari 1931 – Lakeville (Connecticut), 9 juli 2019) was een Amerikaans acteur. 

## Loopbaan
Torn is onder andere bekend door zijn rol als Agent Z in de film Men in Black (1997), waar ook Will Smith in speelde. Hij heeft verder ook rollen gehad in de Amerikaanse televisieserie The Larry Sanders Show en in de film DodgeBall: A True Underdog Story als Patches O'Houlihan.

## Privé
Torn had zes kinderen en vier kleinkinderen. Hij was drie keer gehuwd, met Amy Wright, Geraldine Page en Ann Wedgeworth. Torn was de vader van Angelica Page.

## Onderscheidingen
Hij kreeg een Oscarnominatie voor beste mannelijke bijrol in Cross Creek (1983), en won een Emmy en een American Comedy Award voor zijn rol in The Larry Sanders Show. Hij kreeg in 2001 een nominatie voor een 'Razzie' voor slechtste mannelijke bijrol in de film Freddy Got Fingered (2001).